# Jakob Oftebro
Jakob Oftebro (født 12. januar 1986 i Oslo) er en norsk skuespiller. Han er søn af skuespiller Nils Ole Oftebro og kulturjournalist Kaja Korsvold. Han er et etableret navn i både Danmark og Norge og taler både dansk, svensk og norsk flydende.
Oftebro er pattesutteren i serien “Lilyhammer”
Oftebro kom ind på Statens teaterhøgskole i Norge i 2004 i en alder af 18 år. I foråret 2007 arbejdede Oftebro på Rogaland Teater i Stavanger, førend han fortsatte sine studier ved Statens Teaterskole i København. Oftebro er nu ansat på teatret Mungo Park i Allerød nord for København. Oftebro er bl.a. kendt for sin rolle i den dansk-svenske krimiserie Broen, samt for en hovedrolle i serien 1864, hvor han spillede Laust.
Jakob Oftebro vandt Foreningen Nordens sprogpris 2014 for sit "brennende engasjement for nordisk språkforståelse", som det hedder i juryens konklusion.
Jakob Oftbro har tidligere dannet par med den norske skuespiller Iben Akerlie.

## Udvalgt filmografi

### Film
| År   | Titel                   | Rolle              |
| ---- | ----------------------- | ------------------ |
| 2008 | Max Manus               | Lars-Emil Erichsen |
| 2012 | Kon-Tiki                | Torstein Raaby     |
| 2013 | Tyskerungen             | Hans Olavsen       |
| 2013 | Tarok                   | Ulf Thorsen        |
| 2014 | Lev stærkt              | Martin             |
| 2014 | Når dyrene drømmer      | Daniel             |
| 2014 | Kraftidioten            | Aron Horowitz      |
| 2015 | Skammerens Datter       | Nicodemus Ravens   |
| 2015 | Unge lovende            | Anders             |
| 2015 | Guldkysten              | Wullf, botaniker   |
| 2016 | Flaskepost fra P        | Pasgård            |
| 2016 | Tordenskjold & Kold     | Tordenskiold       |
| 2017 | Mesteren                | Casper             |
| 2017 | Tom of Finland          | Jack               |
| 2017 | Snemanden               | Magnus Skarre      |
| 2018 | Slangens gave           | Nico               |
| 2021 | Margrete den Første     | Oluf               |
| 2020 | Den største forbrydelse | Charles Braude     |

### Tv-serier
| År      | Titel           | Rolle                |
| ------- | --------------- | -------------------- |
| 2011-13 | Broen           | Mads Nielsen         |
| 2013-14 | Lilyhammer      | Chris                |
| 2014    | 1864            | Laust Jensen         |
| 2017    | Monster         | Joel Dreyer          |
| 2018    | Kriger          | Peter                |
| 2020    | Hamilton        | Carl Gustav Hamilton |
| 2020    | Vikingane       |                      |
| 2023    | Dansegarderoben | Robert               |